# Avenue du Général-de-Gaulle (Bagnolet)
Pour les articles homonymes, voir Avenue du Général-de-Gaulle.
L'avenue du Général-de-Gaulle est une voie de communication de Bagnolet qui fait partie de l'axe historique Galliéni – de Gaulle – Sadi-Carnot.

## Situation et accès
En partant du nord, l'avenue du Général-de-Gaulle rencontre l'avenue Jean-Jaurès puis l'avenue des Camélias, passe sous le viaduc de la A3, puis marque le point de départ de la rue des Champeaux et de la rue Sesto-Fiorentino. Elle est desservie par la station de métro Gallieni.

## Origine du nom

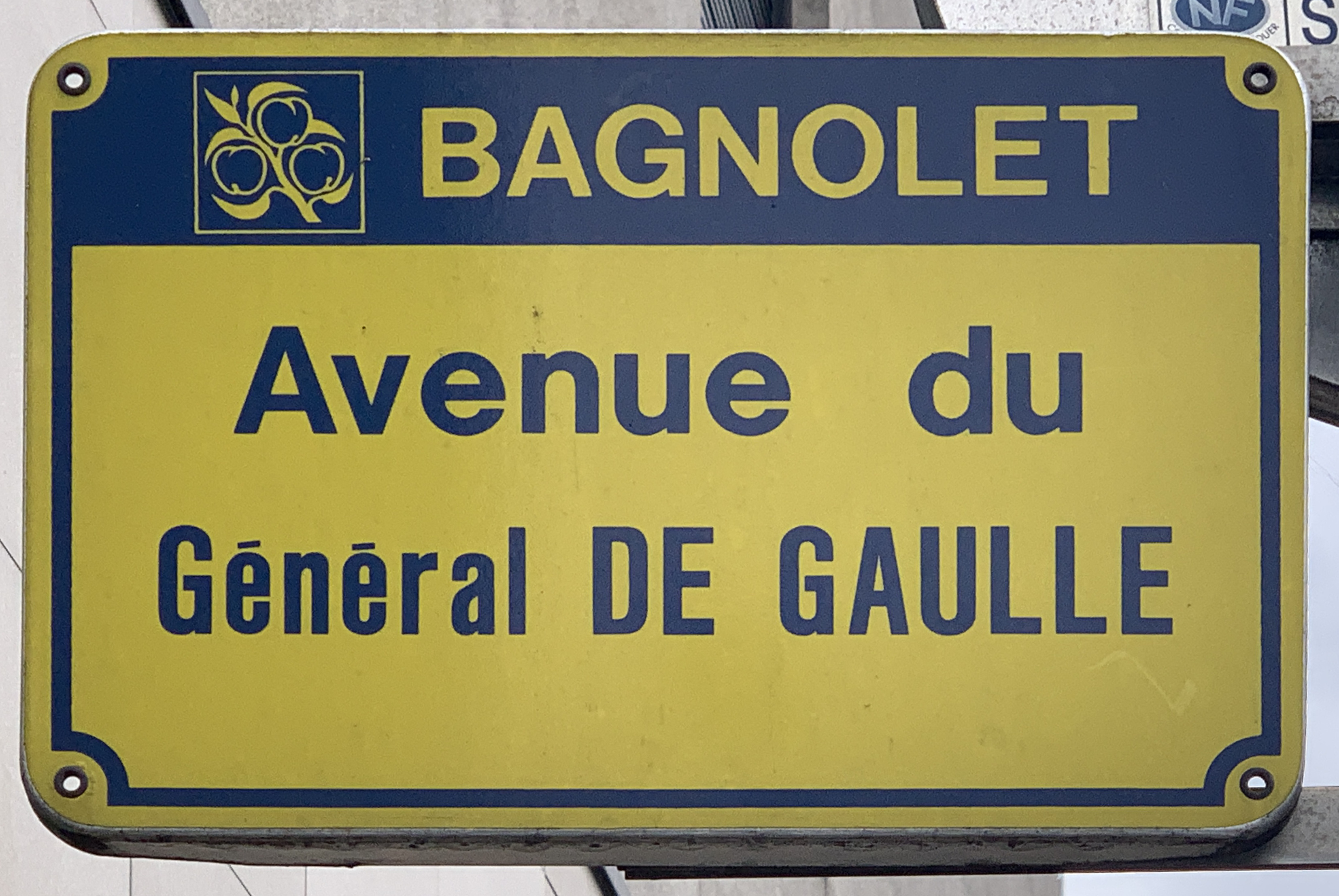
Avenue du Général-de-Gaulle.

Cette avenue a été nommée en hommage à Charles de Gaulle (1890-1970), général, chef de la France libre et président de la République française de 1959 à 1969.

## Historique

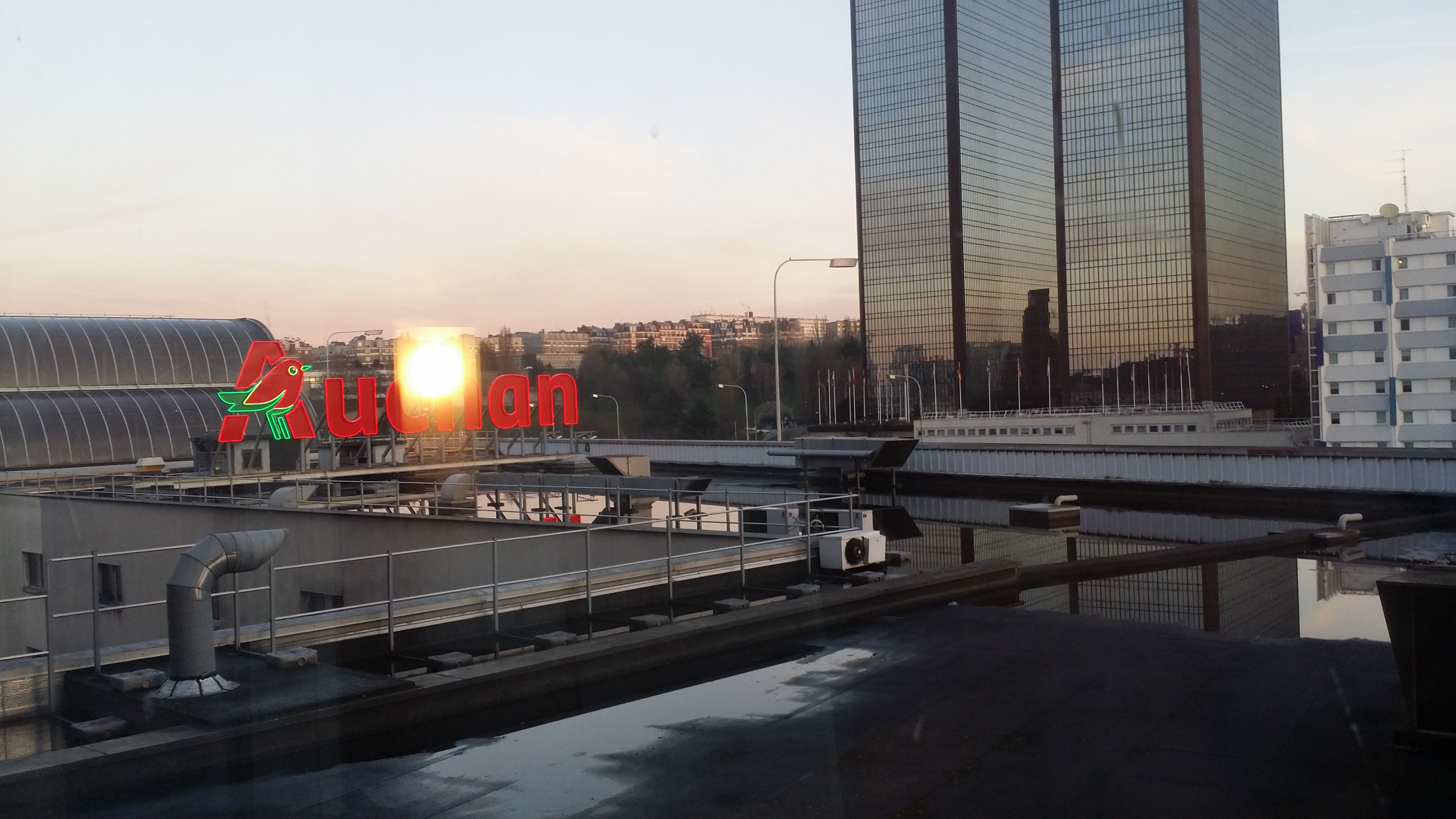
Vue sur les Tours Mercuriales.

Le tracé de l'avenue du Général-de-Gaulle est relativement ancien car elle a été créée en renommant les extrémités de la rue Sadi-Carnot et de l'avenue Gallieni. Ses alentours ont toutefois été complètement bouleversés lors de la construction de l'échangeur de la porte de Bagnolet en 1969, qui fit notamment disparaître la partie nord de la rue de Vincennes (dont la partie sud est aujourd'hui la rue Robespierre) et créa la rue des Champeaux.

## Bâtiments remarquables et lieux de mémoire
- À l'emplacement de la rue du Château qui joint l'avenue de la République à l'avenue du Général-de-Gaulle, se trouvait le bâtiment principal du château de Bagnolet, achevé en 1725 et détruit à la fin du XVIIIe siècle[4].
- Gare routière internationale de Paris-Gallieni.
- Centre commercial Bel-Est[5].
- Hôtel Novotel Paris Est.
- Parc Jean-Moulin–Les Guilands.
- Théâtre L'Échangeur[6].